# Кендійогі (Міннесота)
Кендійогі (англ. Kandiyohi) — місто (англ. city) в США, в окрузі Кендійогі штату Міннесота. Населення — 569 осіб (2020).

## Географія
Кендійогі розташоване за координатами 45°7′55″ пн. ш. 94°55′56″ зх. д. / 45.13194° пн. ш. 94.93222° зх. д. (45.131833, -94.932218).  За даними Бюро перепису населення США в 2010 році місто мало площу 0,87 км², уся площа — суходіл.

## Демографія
Згідно з переписом 2010 року, у місті мешкала 491 особа в 202 домогосподарствах у складі 130 родин. Густота населення становила 565 осіб/км².  Було 233 помешкання (268/км²).
Расовий склад населення:
| - 92,5 % — білих - 0,4 % — корінних американців - 0,4 % — азіатів - 3,5 % — осіб інших рас |

До двох чи більше рас належало 3,3 %. Частка іспаномовних становила 5,7 % від усіх жителів.
За віковим діапазоном населення розподілялося таким чином: 28,1 % — особи молодші 18 років, 60,5 % — особи у віці 18—64 років, 11,4 % — особи у віці 65 років та старші. Медіана віку мешканця становила 32,6 року. На 100 осіб жіночої статі у місті припадало 102,1 чоловіків;  на 100 жінок у віці від 18 років та старших — 98,3 чоловіків також старших 18 років.
Середній дохід на одне домашнє господарство  становив 52 124 долари США (медіана — 44 722), а середній дохід на одну сім'ю — 62 986 доларів (медіана — 54 922). За межею бідності перебувало 7,1 % осіб, у тому числі 3,2 % дітей у віці до 18 років та 11,8 % осіб у віці 65 років та старших.
Цивільне працевлаштоване населення становило 267 осіб. Основні галузі зайнятості: освіта, охорона здоров'я та соціальна допомога — 30,3 %, роздрібна торгівля — 16,1 %, транспорт — 12,4 %, науковці, спеціалісти, менеджери — 9,0 %.